# 地平線 黎明時分
《地平線 黎明時分》（又译作、，官方译为）是由Guerrilla Games開發、索尼互動娛樂發行的動作角色扮演遊戲。遊戲中玩家操控的主角是生活在被機械佔領的世界的女獵人亞蘿伊（Aloy），她能以遠射武器、冷兵器、長矛或隱蔽戰術與機器生物或其他敵人作戰並從遺骸中掠奪資源、透過技能樹獲得新能力，同時探索開放世界進行主線及支線任務，隨著劇情發展揭開自己的身世之謎。《地平線 黎明時分》分別於2017年2月28日、2020年8月7日在PlayStation 4以及Microsoft Windows平台上發行。
本作是Guerrilla Games繼2004年發行《殺戮地帶》以來的全新的游戲系列，也是其發行的第一部角色扮演遊戲。本作的開發始於《殺戮地帶3》發行後的2011年，而遊戲的總監馬泰斯·德榮格（Mathijs de Jonge）曾認為本作是當時團隊的提案中最有風險的一個。遊戲採用的引擎則是修改自當初為製作《殺戮地帶：暗影墜落》而開發的Decima。由於本作的舞台設定為末日後文明，開發團隊曾聘請人類學家為顧問，以使遊戲中歷經千年衰變的世界更顯真實感。遊戲的原聲帶主要由約里斯·德文擔任作曲，其中亦有少數曲目由The Flight譜寫。
《地平線 黎明時分》的開放世界、劇情、視覺設計、戰鬥、角色塑造、以及主角配音員艾許利·柏區的表現等都廣受好評，而批評則集中於遊戲的對話、近戰攻擊與角色模型。本作發行後便獲頒多個獎項，並於2019年2月達到一千萬份的總銷售量，成為史上最暢銷的PlayStation 4遊戲之一。2017年11月，遊戲發行了一項包含新地圖及任務的擴充包《冰凍荒野》（The Frozen Wilds）。續作《地平線 西域禁地》在2020年PlayStation 5的發布活動中公開，在2021年8月份的Gamescom 2021遊戲展上正式公佈續作在2022年2月18日推出，為PS5及PS4雙平台發售。

## 遊戲設定

亞蘿伊正使用她的長矛攻擊一隻守視者

《地平線 黎明時分》是以第三人稱視角遊玩的動作角色扮演遊戲，而玩家操控的主角是生活在機器生物所佔領的世界的女獵人亞蘿伊（Aloy）。亞蘿伊能用多種方式殺死敵人，例如架設絆索陷阱、使用弓箭和長矛、以及用於彈弓的炸彈等。她能夠搜刮機器生物的元件及動物的殘骸來獲取電線、金屬、毛皮、肉類等資源，並利用它們製作各種用品，如彈藥、資源袋、彈袋、箭筒、藥水、解毒劑和陷阱等。玩家也可使用獵得的線圈改造武器使其更具殺傷力。亞蘿伊有一個稱作「Focus」的小型穿戴裝置，並可用它掃描機器生物的位置與弱點、得知它們的等級和可能掉落的戰利品等，但也有部分具隱身能力的機型可避開偵測。機器生物與玩家戰鬥時攻守並施，在受到威脅後會以蠻力衝刺或機身上的遠距武器攻擊亞蘿伊。遊戲中共有25種機器生物，多數具有類似野生動物的行為和能力，其中有些種類能夠飛行或游泳，或經常成群出沒。亞蘿伊可以使用劣化箭或是覆蓋指令煽動機器生物，使它們互相攻擊以取得優勢。而除了機器生物外，亞蘿伊也會與敵對的人類戰鬥，如土匪和邪教徒等。
亞蘿伊能夠閃躲、衝刺、滑行或翻滾以避開敵人的攻擊，或是選擇不正面迎敵、埋伏在掩蔽物中迅速拿下敵人。此外，她也能游泳前往無法步行而至的地點，或是在水中潛行悄悄接近敵人。亞蘿伊可以在她的長矛上裝載「覆蓋指令」，並用以駭入機器生物使其成為戰友，其中有些種類可在馴服後成為坐騎；不同機器生物所需的覆蓋指令不同，而新的指令則可透過探索各地的「煉鑄廠」習得。亞蘿伊的技能樹有三大分支，分別是強化匿形的「潛行者」、精進戰鬥的「勇者」、以及提升治療與採集能力的「覓食者」。玩家可以透過殺敵或完成任務獲取經驗值並提升等級及學習新的技能。亞蘿伊在獲得新技能後便能更熟練該分支的特質，如「潛行者」可以無聲地擊倒敵人、「勇者」可以慢動作瞄準、「覓食者」可以製作容量更大的藥草包等。《冰凍荒野》則新增第四個分支「旅人」，其中包含可從坐騎背上進行跳躍攻擊等技能。
遊戲的開放世界具有晝夜循環和動態天氣系統，且無需讀取畫面便可在各地區間探索；其範圍則涵括各種地貌，包含森林、沙漠、叢林和雪山等。玩家在起伏較大的地形可透過跑酷、時而輔以環境中設置的空中飛索四處移動。地圖中有些稱作「劣化區」的地域，出沒其中的機器生物將更具攻擊性、且擊敗的難度也較高。每探索一個新的區域，亞蘿伊便須爬上一種名叫「長頸獸」的巨型機器頂端，以解索更大範圍的地圖。散布於各處的營火則用作遊戲的存檔點，而亞蘿伊也可在已探索的不同營火間快速移動。玩家可透過任務探索各部族的民俗風情，同時隨著主線劇情的發展了解整個世界的歷史。亞蘿伊也可完成各種支線任務，如解救村民、調查謎團、收拾土匪營、消滅罪犯與機器生物等；此外，玩家可在遊戲中的六處「狩獵地」訓練戰鬥能力、挑戰自我並獲取獎勵。亞蘿伊在與某些特定的NPC互動時會跳出對話選擇圈，而玩家的不同決定有時也會影響任務的結果或劇情的發展。遊戲中也有各種收藏品，包括能夠一窺舊世界景象的望遠點、帶有詩歌般程式碼的金屬花、以及古代遺物，如舊馬克杯和部族文物等。

## 劇情

### 背景
遊戲的故事設定於31世紀，人類已和現代科技完全脫節，並在世界各地以部族散居、過著半原始的生活。具有先進科技水準的人類祖先早已不復存在，而被稱作「舊日人類」。地球上充滿稱為「機器」的巨大機械生物：它們雖主導整個世界，但多半與人類和平共存，而人類也時常獵捕它們取得有用的零件。然而，一個被稱作「狂潮」的現象正使得機器變得更具攻擊性，且不斷有更大更致命的新機種出現。遊戲中登場的人類部族主要有四個：諾拉、卡爾加、巴努克和歐瑟蘭。居住在山地的諾拉人生性驍悍而擅長狩獵採集，並視大自然為稱作「萬母」的神祇崇拜。卡爾加人則以太陽為神，並在沙漠中建造了一座宏偉的城市。巴努克族由獵人和巫師組成，他們以雪地山脈為家並崇拜機器生物。能言善辯的歐瑟蘭人多為工匠，並著稱於他們的金屬加工和釀酒技術。

### 故事
亞蘿伊自出生就被諾拉人從部族驅逐，並由同為被逐者的羅斯特扶養長大。她年幼時曾在遺跡中找到一個名叫「Focus」的小型擴增實境裝置，並能藉它獲得洞察周遭環境的特殊能力。長大後，亞蘿伊為被族人接納及成為諾拉勇者的一員，而參加稱為「試煉」的比賽儀式。她雖贏得第一，諾拉族人卻在比賽終點處遭邪教徒襲擊。亞蘿伊險些被邪教首領希利斯殺害，但羅斯特及時挺身相救，卻也因此犧牲性命。亞蘿伊醒後，諾拉長母提爾莎告訴她邪教徒能夠操控劣化的機器生物；她也得知自己從未有親生父母，當年還是嬰兒的她突然出現在諾拉山中一扇深鎖的金屬艙蓋前而被發現。亞蘿伊從一名歐瑟蘭人歐林獲知，襲擊他們的邪教徒是卡爾加叛亂團體「日蝕教」的一份子，而自己會被當成目標是因外貌與一位舊日世界的科學家——伊莉莎白·索貝克博士極為神似。亞蘿伊找到「法羅自動化解決方案」公司的遺跡，並發現舊日世界是因法羅製造的軍用機器人失控，而在約一千年前完全毀滅。法羅機器人以生物質為能源，且具有自我複製的能力，因而迅速吞噬整個地球的生物圈、進而使所有生命滅絕。索貝克博士當年帶領稱為「零之曙光」的極密計畫，目的是建立一個全自動星球改造系統，期望在未來關閉所有法羅機器人後，使地球重獲新生。
欲深究「舊日人類」下場的神秘人物賽倫斯透過亞蘿伊的Focus向她聯繫，並給予她線索。亞蘿伊得知，索貝克博士曾被派往一個廢棄的太空發射基地完成零之曙光計畫，而賽倫斯告訴她這個基地就位在日蝕教權力中心「城塞」的下方。亞蘿伊前往基地，並發現零之曙光實為一巨型地底設施，包含大量的資料庫和複製工廠，並全由名叫「蓋婭」的人工智慧掌控。在所有生命消失殆盡後，蓋婭的反制手段成功關閉所有法羅機器人，並建造它自己的機器以重建地球的生物圈。當地球恢復宜居的環境後，蓋婭便利用儲存的DNA複製出新生命散布在世界各地，並教導第一代複製人類切勿重蹈他們祖先的覆轍。然而，法羅的創辦人兼執行長泰德·法羅卻因一時心中虛無主義作祟，而破壞原先設計用來教育新人類的從屬函式「阿波羅」，後來從人造子宮誕生的新人類也因此淪為缺乏科學知識、各自謀生的部族社會。蓋婭具有類似故障保險功能的另一從屬函式「黑底斯」：一旦零之曙光產生的地球環境不適宜人類生存，黑底斯將發動一場可控制的大滅絕，以讓蓋婭重新來過。亞蘿伊找到基地中索貝克博士的辦公室，並取得能讓她開啟諾拉山中艙蓋的登錄檔，卻在離開時遭突襲基地的希利斯俘虜並帶回城塞。亞蘿伊被希利斯判處死刑，不過在賽倫斯的幫助下成功逃脫。她回到諾拉領地協助擊退侵略族人的日蝕教，並進入諾拉山來到她出生的艙蓋門前。
亞蘿伊打開艙門後，發現諾拉山實為孕育新人類的搖籃設施，並在其中找到一則蓋婭留下的訊息。她從訊息中得知有一未知來源的資料傳輸使黑底斯甦醒並奪取蓋婭的控制權。蓋婭不得已選擇自我毀滅以阻止黑底斯，但在失去人工智慧的中央規範下，整個星球改造系統將逐漸崩壞。為應變這個危機，蓋婭創造了索貝克博士的複製人——也就是亞蘿伊，以期她某日能找到蓋婭的訊息、摧毀黑底斯、並恢復蓋婭的功能。亞蘿伊也得知，索貝克博士最後犧牲自己的性命以確保法羅機器人不會找到蓋婭。亞蘿伊取得摧毀黑底斯所需的總覆蓋指令後，終於見到賽倫斯本人。賽倫斯向亞蘿伊承認，當初他因受黑底斯擁有的舊日人類知識誘惑，而創立了作為黑底斯傀儡的日蝕教。在賽倫斯的幫助下，亞蘿伊推測黑底斯企圖發送重啟法羅機器人的訊號，以再次毀滅地球上的生命。亞蘿伊最終殺死希利斯、擊退劣化機器，並用賽倫斯的長矛將總覆蓋指令植入黑底斯，終結了這場戰亂。不過，片尾彩蛋也留下伏筆——賽倫斯掌控了未被完全消滅的黑底斯，打算質問它並找出傳輸訊號將它喚醒的幕後黑手。

#### 《冰凍荒野》
傳聞巴努克族領地揮刀斷崖附近的雷鼓山正猛竄黑煙，且有凶暴的機器生物出現。亞蘿伊因而前往調查，並從當地的首領亞拉塔克得知，巴努克人正與雷鼓山上的「守魔」征戰，但首次出師不利，他們的巫師歐莉亞也在不久後失蹤。亞蘿伊在搜索歐莉亞的途中發現許多能夠劣化周遭機器生物的怪異機塔，而最後在一處已被改建為巴努克神殿的舊日人類設施中找到她。歐莉亞多年前在那裡發現一個她取名叫「神靈」的人工智慧，並相信它是某種迷失的機器靈魂。亞蘿伊成功與神靈建立聯繫，卻在它警告歐莉亞守魔正阻擋傳訊後不久便中斷。亞蘿伊同意幫助解救神靈，但因首領拒絕讓歐莉亞前往雷鼓山，而必須先取代亞拉塔克成為巴努克族的首領。她這才發現，亞拉塔克與歐莉亞兩人實為兄妹。
亞蘿伊前往挑戰亞拉塔克，卻在最後關卡遭守魔機器突襲。兩人最終協力擊敗機器，亞拉塔克也因佩服亞蘿伊的能耐而讓她成為首領。亞蘿伊隨歐莉亞和亞拉塔克一同前往雷鼓山，並在山中的舊日世界設施發現，神靈實為名叫「青恩」的人工智慧，其功能是防止黃石火山再次噴發。深入山中後，他們發覺守魔已掌控大部分的設施，但青恩建議利用火山的熔岩摧毀遭侵入的區域。亞蘿伊循線得知，守魔其實是蓋婭的另一個從屬函式「赫菲斯托斯」，負責執掌機器生物的製造。三人突破赫菲斯托斯的防守後，歐莉亞犧牲自己覆寫青恩的核心，讓它轉移至輔助資料中心以啟動摧毀設施的連鎖反應。亞蘿伊回到巴努克神殿，也就是青恩轉移後的所在地；青恩告訴亞蘿伊更多有關舊日世界的資訊，但也警告她赫菲斯托斯仍在某處運作，並不斷建造殘害人類的機器。亞拉塔克感謝亞蘿伊為巴努克人所做的貢獻，而亞蘿伊也在離去前將首領一職還予亞拉塔克。

## 開發
Guerrilla Games在2011年發行《殺戮地帶3》後，便隨即著手於《地平線 黎明時分》的開發。當時共有約40個新遊戲的構思，由美術總監揚-巴特·范貝克（Jan-Bart van Beek）於2010年提出的本作便是其中之一，而遊戲總監馬泰斯·德榮格（Mathijs de Jonge）曾認為它是所有提案中「最有風險」的一個。確定採用范貝克的構想後，一個約十數人的團隊便開始建構遊戲的雛型。為從各種角度探索遊戲可能的發展，團隊曾提出約20種不同版本的故事草稿，以及測試不同的玩家角色。團隊找來曾任《異塵餘生：新維加斯》編劇的約翰·岡薩雷斯（John Gonzalez）為本作的敘事總監，而班·麥考（Ben McCaw）則受聘為首席編劇，兩人皆負責執筆遊戲的故事。本作的主要元素自開發初期便未有巨大更動，包含主角亞蘿伊的角色性格和故事大綱皆保留至今。《殺戮地帶：暗影墜落》於2013年後半開發完成後，其團隊的剩餘人力亦開始參與《地平線 黎明時分》的製作；Guerrilla更取消另一部遊戲的計畫，以讓整個團隊能更集中於本作的開發。索尼後來承認當初並不樂見遊戲以女性為主角，並曾組成焦點小組以測試這個決定是否具有市場潛力。遊戲最終的總預算約為4500萬歐元。
本作主旨在於探索一個美麗與危險交相輝映的世界，並著重分析「當人類不再是生物之最」的概念。團隊透過任務系統的設計、及散布各處可用來製作物品或回復生命值的資源，來強調遊戲的探索元素；同時，他們也希望遊戲能具有簡潔的使用者介面，並避免複雜的物品製作選單等易混淆玩家的設計。團隊認為本作的一大技術挑戰在於它採用的遊戲引擎——Decima當初是為殺戮地帶系列的《暗影墜落》等線性敘事類遊戲而開發，因此在應用於《地平線》時遇到不少困難，如繪製距離的拿捏和資料載入的方式等。故團隊曾求助於藝術及設計等領域的技術專家，以了解開放世界遊戲元素不同的運作方式。在遊戲世界的設計方面，Guerrilla則聘請人類學家研究部落文化的形成、以及歷經千年的建築將如何衰變。本作的任務系統和敘事風格啟發自許多角色扮演遊戲，從較為「鬆弛」的《RPG製作大師》作品、到較為「嚴謹」的砍殺遊戲等皆在其列；他們將「鬆弛」的任務設計定義為較無集中化的進度管理系統，「嚴謹」則指任務較有預先定義好的架構和元素，而團隊最後在兩者間選擇了後者。

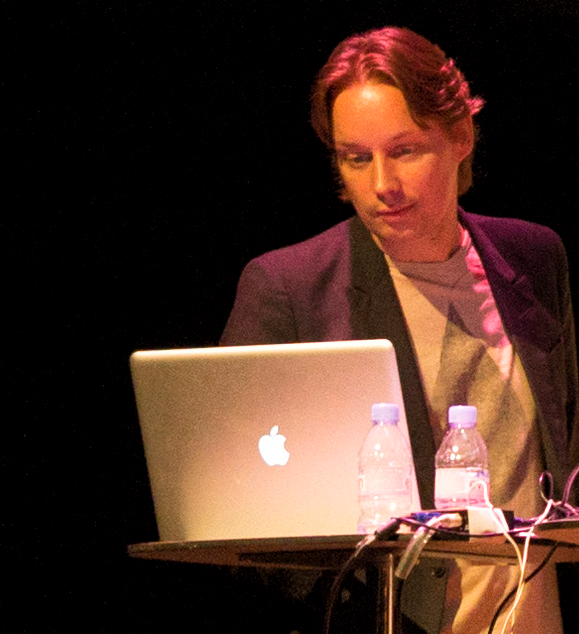
擔任遊戲作曲的約里斯·德文採用實驗性質的樂器為本作錄製配樂

2017年1月，索尼發布遊戲的劇情預告片，藍斯·瑞迪克及艾許利·柏區參與本作配音的消息也因而曝光。亞蘿伊的外貌取自演員漢娜·霍克斯崔，並由伯奇擔任配音，其動作捕捉則是由阿曼達·皮耶里（Amanda Piery）負責演出。伯奇於2014年試鏡後便受聘為E3 2015發表的預告片配音，並於其後的兩年間在洛杉磯的工作室參與遊戲製作，除聲演外也負責亞蘿伊臉部表情的動作捕捉。
遊戲的原聲帶由約里斯·德文、The Flight、尼爾斯·范德李斯特（Niels van der Leest）及強納森·威廉斯（Jonathan Williams）等人協作，人聲部分則由茱莉·埃爾文（Julie Elven）演出；其中，E3預告片中埃爾文演唱的主題曲因廣受好評，而被採用為主選單的背景音樂。音樂監督兼音效設計師盧卡斯·范托爾（Lucas van Tol）表示，團隊曾建立一份設計文件作為配樂的創作方針，並堅持採用樸素含蓄且不過度潤飾的作曲風格。在設計各部族的主題音樂時，團隊為了詮釋未來的人類將如何使用未曾見過的當代樂器，而實驗特殊的演奏方式，例如用琴弓拉奏鋼琴線及諧振器吉他（後者並搭配不同大小的口琴協奏）、或是以撥子和弓背來演奏大提琴等。德文亦採用倍低音笛及泰國竹笛等樂器，並藉後者產生合成音組；他認為「帶有距離感的音組和環聲、以及寬闊延展的和弦」都有不錯的效果。為了替代表科技與金屬的機器生物創作識別音樂，團隊則採用電路擾動及敲擊金屬鐵器的脈衝響應等手法，合成帶有泛音效果的循環音效。范托爾並要求配樂須以多枝幹的形式創作，以便於組合不同片段的音軌。此外，團隊也利用動作捕捉技術來繪製遊戲中部族音樂家演出的橋段。遊戲的原聲帶總時長約四小時，2017年3月10日在Spotify發行。

## 發行
本作的概念藝術和其開發代號——「地平線」（Horizon）最早於2014年9月在遊戲論壇A9VG的一篇文章中曝光；直到索尼在2015年電子娛樂展的記者會中，《地平線 黎明時分》才正式公諸於世。遊戲發行前曾被2015年9月的《Edge》及2016年10月的《Game Informer》刊登為封面故事，索尼也曾為宣傳而在2016年電子娛樂展秀出遊戲中機器生物的等身大小Cosplay模型。本作原定於2016年發行，後因品質仍需更加完善而推遲至2017年2月。遊戲的PlayStation 4版本於2017年1月底發放給生產商，並於同年2月28日在北美、3月1日在歐洲及紐澳、3月2日在亞洲等市場發售。《地平線 黎明時分》可向上相容至PS4 Pro，並支援4K解析度。2017年4月，荷蘭公共電視頻道VPRO發行了一部遊戲的幕後花絮紀錄片。Guerrilla於2017年3月宣布，團隊已正在開發遊戲的擴充包。遊戲於2017年7月發布更新檔，其中包含「極難」和「新遊戲+」模式、以及額外的獎盃和飾品等內容。擴充包《冰凍荒野》（The Frozen Wilds）則於同年11月7日發布。2017年12月，包含主遊戲、擴充包及所有可下載內容在內的「完全版」（Complete Edition）於PS4及PS5首發；由維塔士移植的Microsoft Windows版本則分別於2020年8月7日及11月24日在Steam及GOG發行。在延伸作品方面，開發團隊曾與Steamforged Games合製一款以本作為舞台的桌上遊戲，並於2020年10月發售；此外，官方亦有發行遊戲的漫畫，其故事銜接本作及其續集《西域禁地》，並自2020年7月連載至今。

## 評價
| 汇总媒体   | 得分                   |
| ---------- | ---------------------- |
| Metacritic | PS4：89/100 PC：84/100 |

| 媒体           | 得分    |
| -------------- | ------- |
| Destructoid    | 7.5/10  |
| 电子游戏月刊   | 9/10    |
| Game Informer  | 8.75/10 |
| GamesRadar+    | [ 84 ]  |
| GameSpot       | 9/10    |
| Giant Bomb     | [ 86 ]  |
| IGN            | 9.3/10  |
| PC Gamer美国   | 86/100  |
| Polygon        | 9.5/10  |
| VideoGamer.com | 8/10    |

《地平線 黎明時分》獲得的評價以正面為主，並於評論匯總網站Metacritic得到89分的「普遍好評」。Destructoid的克里斯·卡特（Chris Carter）稱許艾許利·柏區和藍斯·瑞迪克的聲演，並對亞蘿伊在敘事和動作場景中皆始終如一且「有趣迷人」的角色性格讚賞有加。卡特評論遊戲的開放世界有著「美麗」的晝夜循環和天氣系統，並稱讚本作著重的探索元素，認為它隨著玩家深入遊戲世界而更顯成效。卡特也指出，遊戲中富有挑戰的機器生物、以及可對付它們的各種方法，都為遊戲的戰鬥增添不少趣味。EGMNow的麥特·布克霍茨（Matt Buchholtz）同樣稱讚伯奇的配音和引人入勝的開放世界，並認為「迫使玩家成為一名獵人」的戰鬥輔助機制「Focus」是遊戲最強大的特點。《Game Informer》的傑夫·馬加法瓦（Jeff Marchiafava）則指出本作相較其它開放世界作品的特色在於，遊戲中隱藏的音訊檔和電子郵件等收藏品因與故事環環相扣，而令人滿懷期待地四處尋覓，並使整個劇情「極富探索感」。馬加法瓦認為本作充滿故事性的主線和支線任務都相當耐人尋味，不僅啟發玩家以各種玩法破關，更補足遊戲世界背景的故事細節。
GameSpot的彼得·布朗（Peter Brown）則提到亞蘿伊隨著故事成長的角色發展相當驚人，並稱讚主線任務兼具鼓勵玩家探索遊戲世界之效。布朗也指出，與機器生物的戰鬥過程不僅奪盡遊戲光彩，且自始至終都令人熱血沸騰。GamesRadar+的佐伊·德拉亨蒂-萊特（Zoe Delahunty-Light）形容遊戲的世界「生氣蓬勃、錯綜複雜而令人著迷」，並指出散布在廢墟裡的舊日知識是亞蘿伊的冒險中不可或缺的關鍵。她與布朗看法相同，認為亞蘿伊與敵人的作戰方式五花八門，因而從不令人感到枯燥乏味。Giant Bomb的傑夫·格斯特曼（Jeff Gerstmann）稱《地平線 黎明時分》是個「近乎完美的故事」，並具有顯著的深度和令人滿意的結局。IGN的露西·歐布萊恩（Lucy O'Brien）則評論遊戲劇情的主題「寓意深刻」，並認為主角充滿魅力的個性相當扣人心弦。此外，她也對本作的戰鬥機制讚賞有加，且稱其為遊戲「最令人注目的特色」。Polygon的菲利普·科勒（Philip Kollar）亦給予遊戲正評，且形容本作是Guerrilla Games顛覆其過往成就的一部「反駁之作」，以及「令人耳目一新」的一次變革。科勒指出，亞蘿伊充滿亟欲解開故事謎團的好奇心，因而使她的角色與遊戲劇情彼此相得益彰；他也評論遊戲中作為敵人的機器生物很是迷人，並認為亞蘿伊的Focus可說是「戰鬥的關鍵」。VideoGamer.com的柯姆·埃亨（Colm Ahern）則在他的總評中寫道：「一邊瘋狂地切換武器、一邊與機械巨獸交戰確實大快人心，但《地平線 黎明時分》真正的強項在於亞蘿伊求解自我身世之謎的誘人使命。」
負評方面，卡特認為除亞蘿伊和賽倫斯之外的其他角色設計較為無趣乏味，並提到遊戲中敵方人類的AI設計不如機器生物來得聰明。布克霍茨則評論遊戲的武器和彈藥系統過於複雜，而與商人交易時每次限購單一物品的設計更是「重大的疏失」。此外，他也指出移動自由度高、堪稱「跑酷達人」的亞蘿伊卻只能攀附在有標記的特定突出物，而令人困惑。馬加法瓦對本作的唯一批評在於，遊戲仍有許多似曾相識的元素，而難以擺脫現有公式化的開放世界作品之列。布朗雖給予遊戲的戰鬥系統佳評，卻仍指出其近戰技能過於單調且成效不彰。德拉亨蒂-萊特同樣認為近戰系統效果欠佳，並對遊戲稍顯遲鈍的跳躍機制有所指摘。歐布萊恩並提到遊戲的劇情雖妙趣橫生，角色間不時出現的老套對話卻與其稍顯矛盾。科勒則指出，欠缺生動感的角色模型是遊戲視覺上的一大缺陷。
《地平線 黎明時分》亦名列各媒體的年度遊戲排行榜：本作在《娛樂週刊》的「2017年最佳遊戲」中排名第四、在GamesRadar+的「2017年25項最佳遊戲」中排名第二、在Eurogamer的「2017年50項最佳遊戲」中排名第三十一、在EGMNow的「2017年25項最佳遊戲」中排名第三、在Polygon的「2017年50項最佳遊戲」中排名第八，並入圍The Verge的「2017年15項最佳遊戲」之一。本作在《Game Informer》的2017年度讀者票選獎中，奪下「最佳索尼遊戲」之冠，並於「最佳動作遊戲」及「年度遊戲」兩項名列第二。此外，遊戲也獲頒2017年《Game Informer》年度遊戲獎中的「最佳索尼獨占」、以及年度動作遊戲獎中的「最佳故事」和「最佳角色」（亞蘿伊）等榮譽。本作於2017年的PlayStation Awards則榮獲「金賞」以及「玩家最愛大獎」。Destructoid於其2017年度遊戲大獎中也提名本作為「最佳PS4遊戲」之一。在IGN的2017年度獎項中，本作奪得「最佳PlayStation 4遊戲」及「最佳畫面效果」兩項榮譽，並於「年度遊戲」、「最佳動作冒險遊戲」及「最佳藝術監督」等皆獲提名。遊戲也在Giant Bomb的2017年度遊戲大獎中被提名為「最美觀遊戲」，並於PlayStation Blog的2018年度遊戲大獎中囊括最佳PS4遊戲、最佳表演（艾許利·柏區）、最佳藝術指導、最佳原聲帶、最佳故事、最佳發行後內容、最佳PlayStation主機獨占、以及最佳PS4 Pro運用等多個獎項。日本電子遊戲總監橫尾太郎亦將本作列為他最喜愛的PlayStation 4遊戲之一。

### 銷售
《地平線 黎明時分》在發行首週便成為英國當週電子遊戲銷售榜冠軍。本作的首週銷售量不僅超越《無人深空》成為PlayStation 4新系列作品之冠，也是該平台所有遊戲自《秘境探險4：盜賊末路》以來最高者，並成為Guerrilla Games至今開賣表現最佳的作品。在日本，其開賣首週售出近117,000份，成為當週僅次《薩爾達傳說 曠野之息》、銷量第二高的遊戲。《地平線 黎明時分》在北美的發行時間為2017年2月的最後一日；儘管只計入單日，本作仍成為該區PlayStation Store當月僅次《榮耀戰魂》、下載量第二高的遊戲。
遊戲在澳洲的開賣首週亦獲銷量冠軍。《地平線 黎明時分》在2017年3月的英國銷量排行榜名列第二，且為所有PlayStation 4遊戲中排名最高者；此外，本作亦為該月PlayStation Store中最暢銷的遊戲。同年4月，遊戲的銷售量在英國排名第一，在日本則排名第八。同年11月，本作於該年度PlayStation Awards獲頒銷量破50萬份的「金賞」。截至發行一週年的2018年2月，遊戲已獲760萬份的總銷售量，並於兩週年再增至超過1000萬份，而成為史上最暢銷的PlasyStation 4遊戲之一。
為增加利潤，索尼於2020年決定將其PlayStation獨占作品移植至PC平台；《地平線 黎明時分》的Microsoft Windows版本於2020年8月發行，並獲得不錯的首發銷量，總銷售量也已超過70萬份。

### 獎項
| 年份 | 獎項                   | 類別                        | 結果 | 參考資料                |
| ---- | ---------------------- | --------------------------- | ---- | ----------------------- |
| 2015 | 遊戲評論家獎           | 最佳展出                    | 提名 | [ 125 ]                 |
| 2015 | 遊戲評論家獎           | 最佳原創遊戲                | 獲獎 | [ 125 ]                 |
| 2015 | 遊戲評論家獎           | 最佳主機遊戲                | 提名 | [ 125 ]                 |
| 2015 | 遊戲評論家獎           | 最佳動作/冒險遊戲           | 提名 | [ 125 ]                 |
| 2016 | 遊戲評論家獎           | 最佳展出                    | 提名 | [ 126 ] [ 127 ]         |
| 2016 | 遊戲評論家獎           | 最佳原創遊戲                | 獲獎 | [ 126 ] [ 127 ]         |
| 2016 | 遊戲評論家獎           | 最佳主機遊戲                | 提名 | [ 126 ] [ 127 ]         |
| 2016 | 遊戲評論家獎           | 最佳動作/冒險遊戲           | 提名 | [ 126 ] [ 127 ]         |
| 2016 | Gamescom 2016          | 最佳預展/願景               | 獲獎 | [ 128 ]                 |
| 2016 | 金搖桿獎               | 最受期待遊戲                | 提名 | [ 129 ] [ 130 ]         |
| 2016 | 遊戲大獎               | 最受期待遊戲                | 提名 | [ 131 ]                 |
| 2017 | 獨立遊戲開發者協會獎   | 音效設計                    | 提名 | [ 132 ]                 |
| 2017 | 獨立遊戲開發者協會獎   | 多樣性獎                    | 提名 | [ 132 ]                 |
| 2017 | 獨立遊戲開發者協會獎   | 角色扮演遊戲                | 獲獎 | [ 132 ]                 |
| 2017 | 金搖桿獎               | 最佳故事                    | 獲獎 | [ 133 ] [ 134 ] [ 135 ] |
| 2017 | 金搖桿獎               | 最佳視覺設計                | 亞軍 | [ 133 ] [ 134 ] [ 135 ] |
| 2017 | 金搖桿獎               | 最佳遊戲演出（艾許利·柏區） | 獲獎 | [ 133 ] [ 134 ] [ 135 ] |
| 2017 | 金搖桿獎               | 最佳PlayStation遊戲         | 獲獎 | [ 133 ] [ 134 ] [ 135 ] |
| 2017 | 金搖桿獎               | 終極年度遊戲                | 亞軍 | [ 133 ] [ 134 ] [ 135 ] |
| 2017 | 金搖桿獎               | 最佳音效                    | 提名 | [ 133 ] [ 134 ] [ 135 ] |
| 2017 | 遊戲大獎               | 年度遊戲                    | 提名 | [ 136 ]                 |
| 2017 | 遊戲大獎               | 最佳遊戲監督                | 提名 | [ 136 ]                 |
| 2017 | 遊戲大獎               | 最佳敘事                    | 提名 | [ 136 ]                 |
| 2017 | 遊戲大獎               | 最佳藝術監督                | 提名 | [ 136 ]                 |
| 2017 | 遊戲大獎               | 最佳演出（艾許利·柏區）     | 提名 | [ 136 ]                 |
| 2017 | 遊戲大獎               | 最佳動作/冒險遊戲           | 提名 | [ 136 ]                 |
| 2018 | 第45屆安妮獎           | 傑出電子遊戲角色動畫成就    | 提名 | [ 137 ]                 |
| 2018 | 2017年美國編劇工會獎   | 傑出電子遊戲編劇成就        | 獲獎 | [ 138 ] [ 139 ]         |
| 2018 | 第21屆年度D.I.C.E.大獎 | 年度遊戲                    | 提名 | [ 140 ] [ 141 ]         |
| 2018 | 第21屆年度D.I.C.E.大獎 | 年度冒險遊戲                | 提名 | [ 140 ] [ 141 ]         |
| 2018 | 第21屆年度D.I.C.E.大獎 | 傑出動畫成就                | 提名 | [ 140 ] [ 141 ]         |
| 2018 | 第21屆年度D.I.C.E.大獎 | 傑出藝術監督成就            | 提名 | [ 140 ] [ 141 ]         |
| 2018 | 第21屆年度D.I.C.E.大獎 | 傑出角色成就（亞蘿伊）      | 提名 | [ 140 ] [ 141 ]         |
| 2018 | 第21屆年度D.I.C.E.大獎 | 傑出原創音樂作曲成就        | 提名 | [ 140 ] [ 141 ]         |
| 2018 | 第21屆年度D.I.C.E.大獎 | 傑出故事成就                | 獲獎 | [ 140 ] [ 141 ]         |
| 2018 | 第21屆年度D.I.C.E.大獎 | 傑出遊戲性工程成就          | 獲獎 | [ 140 ] [ 141 ]         |
| 2018 | 第21屆年度D.I.C.E.大獎 | 傑出遊戲設計成就            | 提名 | [ 140 ] [ 141 ]         |
| 2018 | 第21屆年度D.I.C.E.大獎 | 傑出遊戲監督成就            | 提名 | [ 140 ] [ 141 ]         |
| 2018 | 西南偏南遊戲大獎       | 卓越視覺成就                | 獲獎 | [ 142 ] [ 143 ]         |
| 2018 | 西南偏南遊戲大獎       | 卓越動畫                    | 提名 | [ 142 ] [ 143 ]         |
| 2018 | 西南偏南遊戲大獎       | 最有前途新智慧財產權        | 獲獎 | [ 142 ] [ 143 ]         |
| 2018 | 西南偏南遊戲大獎       | 卓越遊戲性                  | 提名 | [ 142 ] [ 143 ]         |
| 2018 | 西南偏南遊戲大獎       | 卓越設計                    | 提名 | [ 142 ] [ 143 ]         |
| 2018 | 西南偏南遊戲大獎       | 年度遊戲                    | 提名 | [ 142 ] [ 143 ]         |
| 2018 | 遊戲開發者選擇獎       | 最佳音效                    | 提名 | [ 144 ] [ 145 ]         |
| 2018 | 遊戲開發者選擇獎       | 最佳設計                    | 提名 | [ 144 ] [ 145 ]         |
| 2018 | 遊戲開發者選擇獎       | 最佳敘事                    | 提名 | [ 144 ] [ 145 ]         |
| 2018 | 遊戲開發者選擇獎       | 最佳技術                    | 獲獎 | [ 144 ] [ 145 ]         |
| 2018 | 遊戲開發者選擇獎       | 最佳視覺藝術                | 提名 | [ 144 ] [ 145 ]         |
| 2018 | 遊戲開發者選擇獎       | 年度遊戲                    | 提名 | [ 144 ] [ 145 ]         |
| 2018 | 第14屆英國學院遊戲獎   | 藝術成就                    | 提名 | [ 146 ] [ 147 ]         |
| 2018 | 第14屆英國學院遊戲獎   | 音效成就                    | 提名 | [ 146 ] [ 147 ]         |
| 2018 | 第14屆英國學院遊戲獎   | 最佳遊戲                    | 提名 | [ 146 ] [ 147 ]         |
| 2018 | 第14屆英國學院遊戲獎   | 遊戲設計                    | 提名 | [ 146 ] [ 147 ]         |
| 2018 | 第14屆英國學院遊戲獎   | 音樂                        | 提名 | [ 146 ] [ 147 ]         |
| 2018 | 第14屆英國學院遊戲獎   | 敘事                        | 提名 | [ 146 ] [ 147 ]         |
| 2018 | 第14屆英國學院遊戲獎   | 原創財產                    | 獲獎 | [ 146 ] [ 147 ]         |
| 2018 | 第14屆英國學院遊戲獎   | 演出者（艾許利·柏區）       | 提名 | [ 146 ] [ 147 ]         |
| 2018 | 艾弗·諾韋洛獎          | 最佳原創電子遊戲音樂        | 獲獎 | [ 148 ]                 |

## 續作
2020年6月，Guerrilla公開本作的續集《地平線 西域禁地》，並於2022年2月18日發行。外传《地平线 山之呼唤》于2022年1月公开，2023年2月22日发行。2022年12月，主打多人游戏模式的第二部外传公开。2024年11月14日，以乐高主题世界重新演绎《黎明时分》剧情的《乐高地平线大冒险》发售。

## 改编电影
2025年1月，索尼宣布旗下PlayStation制片公司与哥倫比亞影業正开发游戏的改编电影。

## 相关诉讼
2025年7月25日，索尼互动娱乐在美国加利福尼亚北区联邦地区法院起诉腾讯，指控腾讯即将推出的游戏《荒野起源》照搬其作品《地平线 黎明时分》。索尼指出，《荒野起源》预告片画面与《地平线》系列游戏颇为相似，标题字体也与《地平线》系列游戏相似，可能会让买家产生混淆。诉状显示，腾讯早在2023年便开始开发《荒野起源》；在2024年3月的游戏开发者大会上，腾讯向索尼互动娱乐子公司Aurora Studios申请授权，希望许可开发一款基于《地平线》续集游戏，但被索尼拒绝。索尼在诉讼中强调：“显然，腾讯并没有因为索尼拒绝授权其《地平线》的知识产权而停止侵权。”

## 外部連結
- 官方网站：繁體中文、英文